# 388370 Paulblu
388370 Paulblu este o planetă minoră (asteroid) din centura de asteroizi. A fost descoperită pe 20 octombrie 2006 la Nogales de Jean-Claude Merlin⁠(d). 
Obiectul prezintă o orbită caracterizată de o semiaxă mare de 3,0693224653251 UAi, o excentricitate de 0,13139007936895, o înclinație de 6,6848322194048 ° în raport cu ecliptica.